# Conrad Lavater

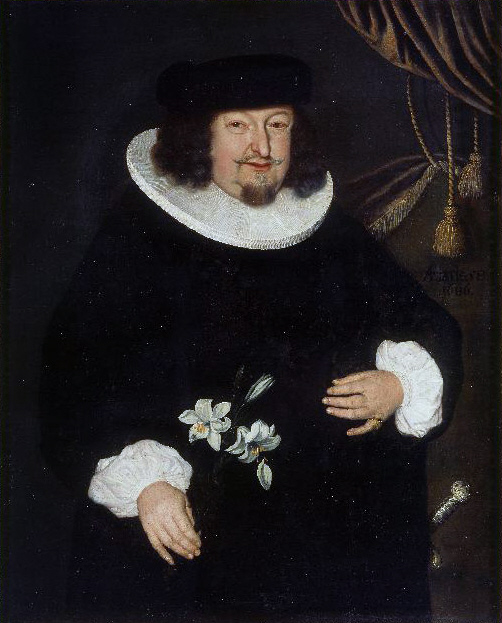
Hans Conrad Lavater (1686), Schweizerisches Nationalmuseum, Zürich

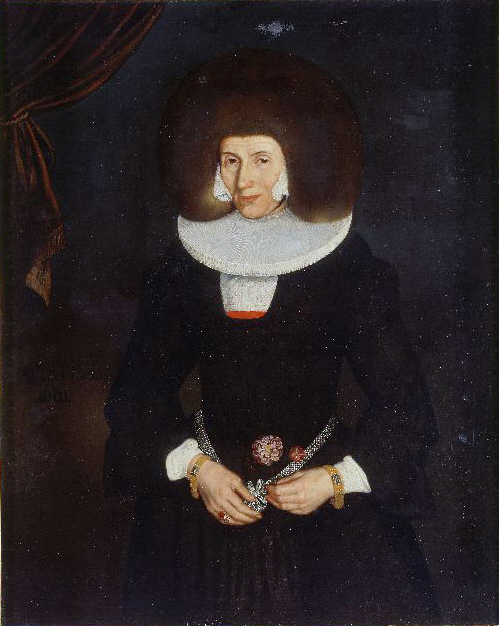
Cleophea Lavater, geb. Pestalozzi (1686), Schweizerisches Nationalmuseum, Zürich

Hans Conrad Lavater (auch Konrad; * 1628; † 1691) war ein Schweizer Apotheker in Basel. Er begründete die Apothekertradition der weitverzweigten schweizerischen Familie Lavater.
Als Erster in der Familie Lavater gründete um 1653 Conrad Lavater eine Apotheke in der Marktgasse in Basel. Zuvor hatte er die Apothekerkunst bei Johann Friedrich Eglinger von 1644 bis 1648 erlernt. Der erhaltene, in Form einer Urkunde auf Pergament ausgefertigte Lehrbrief, datiert auf den 1. Oktober 1648. Conrad Lavater wurde 1653 Zünfter zur Saffran, 1686 Mitglied des Grossen Rates, 1689 Fraumünsteramtmann. Sein Sohn Johannes Lavater führte die Apotheke weiter.

## Familie Lavater und Bezug zur Familie Pestalozzi
Conrad Lavater war der Sohn von Kaspar Lavater, Amtmann zu Winterthur. Conrad war ein Nachkomme des Zürcher Bürgermeisters Hans Rudolf Lavater (um 1496/97–1557).
Conrad Lavater war zweimal verheiratet, in der ersten Ehe mit Sara Forrer und in der zweiten Ehe mit Cleophea Pestalozzi (1628–1694). Sie war die Tochter von Andreas Pestalozzi (1581–1646) und Anna Heidegger (1588–1655). Die heute noch lebenden Mitglieder der Familie Pestalozzi stammen in der männlichen Linie alle von Andreas Pestalozzi (dem Schwiegervater von Conrad Lavater) ab, auch der Pädagoge Johann Heinrich Pestalozzi war dessen Nachfahre.